# Браун, Сандра
Сандра Браун (англ. Sandra Brown) — американская писательница, известная своими романтическими романами и триллерами.

## Биография
Сандра Браун родилась в городке Уэйко, штат Техас, и провела там первые пять лет своей жизни. Поступила в Техасский Христианский Университет, специальность «английский язык». Она посещала университет два года, а затем вышла замуж за Майкла Брауна в 1968 году. В дальнейшем будущая романистка продолжала своё образование в государственном университете Оклахомы и в техасском университете Арлингтона. В начале карьеры недолго была актрисой, управляла парфюмерным магазином, работала моделью и снималась в рекламе на телевидении.
Приняв совет одного профессионального писателя, участвовавшего как-то раз в утреннем ток-шоу её мужа, Майкла, Сандра Браун посетила писательскую конференцию, проводимую Хьюстонским Университетом. Вдохновлённая и окрылённая идеями, почерпнутыми на конференции, она решила попытать счастья на рынке коротких любовных повестей. Сандра Браун продала одну за другой первые две книги с перерывом меньше месяца. Обе были опубликованы в 1981 году.
Вскоре начинающая романистка заключила первые издательские договоры на свои рукописи. Она обязалась писать по шесть книг в год под разными псевдонимами.
В 1987 году Сандра Браун почувствовала себя готовой покинуть рынок коротких любовных повестей и решила влиться в главный поток романтической литературы. Эта азартная игра принесла плоды в 1990 году, когда роман «Как две капли воды» попал в список бестселлеров газеты «The New York Times». С этого времени все романы писательницы становились бестселлерами «Times», включая перепечатки ранних романов. В 1992 году Сандра Браун была удостоена премии Американской ассоциации деловых женщин, а также её роман «Французский шёлк» был экранизирован на телевидении.
За пять последующих лет Сандра Браун получила множество наград и номинаций, и приняла участие в работе целого ряда литературных комитетов и писательских ассоциаций. А в 1998 она получила премию «за преданность жанру», присуждаемую Гильдией американских романтических авторов.
В настоящее время знаменитая романистка ограничивает себя одним романом в год, но её жизнь — «…не пикник». Её книги стали гораздо содержательнее, и работа над развитием сюжетных линий и характеров героев поглощает большую часть из её трёхсот шестидесяти пяти дней. Остальное отнимают писательские туры и публичные выступления.
Сандра Браун — автор пяти десятков бестселлеров, её книги изданы во многих странах мира.

### Остросюжетные любовные романы
- Переходя все границы / Above and Beyond 1985
- Связанный честью / Honor Bound 1986
- Пленница Ястреба (Похищение по-американски) / Hawk O`Toole`s hostage 1988
- Сокровенные тайны (За семью печатями) / Best Kept Secrets 1989
- Как две капли воды / Mirror image 1990
- Французский шёлк / French Silk 1992
- Шарада / Charade 1994
- Главный свидетель (Свидетель) / The Witness 1995
- Эксклюзивное интервью (Эксклюзив) / Exclisive 1996
- Беззвучный крик (Свидание с убийцей) / Unspeakable 1998
- Алиби / The Alibi 1999
- Ночь под дулом пистолета (Заложница) / Standoff 2000
- Брат мой, Каин (Убийственный зной) / White Hot 2004
- Аптекарь, его сестра и её любовник (Фактор холода) / Chill Factor 2005
- Грязные игры / Play Dirty 2007
- День греха (Марди гра) / Fat Tuesday 1997
- Та, которой не стало / The Switch 2000
- Розы от киллера (Испытание) / The Crush 2002
- Смерть в ночном эфире / Hello, Darkness 2003
- Рикошет / Ricochet 2006
- Дымовая завеса / Smoke Screen 2008
- Ливень / Rainwater 2009
- Сценарист / Smash Cut 2009
- Трудный клиент / Tough Customer 2010
- Смертельно влюблённый / Lethal 2011
- Петля Желания / Low Pressure 2012
- Влюблённые / Deadline 2013
- Хижина в горах / Mean Streak 2014
- Friction 2015
- Sting 2016
- Seeing Red 2017
- Tailspin 2018
- Outfox 2019

### Современные любовные романы
- Безрассудная любовь / Love Beyond Reason 1981
- Свадебный венок / Love`s encore 1981
- Бесценный дар (Дороже всех сокровищ) / A treasure worth seeking 1982
- Красноречивое молчание / Eloquent silence 1982
- Потаённое пламя (Жажда) / Hidden Fires 1982
- Цена любви / Not even for love 1982
- Шёлковая паутина / The Silken Web 1982
- Вторая попытка (Пламя страстей/Пламя страсти) / Relentless Desire / Shadows of Yesterday 1983
- Навстречу завтрашнему дню / Tomorrow`s Promise 1983
- Парк соблазнов / Seduction by design 1983
- Последнее интервью (Пробуждение, Прайм-тайм) / Prime time 1983
- Поцелуй-искуситель (Медовый поцелуй) / Temptation`s Kiss 1983
- Секрет обаяния (Секрет благородства) / A Secret Splendor 1983
- Танец судьбы (Женские прихоти, Неожиданный пируэт) / Heaven`s Price 1983
- Трудный выбор / A Kiss Remembered 1983
- Тайный брак (По своей воле) / In a class by itself 1984
- Сладкая боль / Bittersweet rain 1984
- Шёлковые слова / Words of silk 1984
- Тигровый Принц / Tiger Prince 1984 (не переведён на русский)
- Дитя четверга (Невеста с сюрпризом) / Thusday’s child 1985
- От ненависти до любви / Sweet anger 1985
- Поцелуй на рассвете (Если ты уйдёшь) / Riley in the morning 1985
- Роковой имидж (Серая мышка) / The Rana look 1986
- Ураган любви (Индиго плейс, 22, Дом, в котором нет тебя) / 22 Indigo Place 1986
- Двое одиноких / Two Alone 1987
- Демон страсти (Вдова Демона, Любить Демона) / Demon Rumm 1987
- Любовное пари (Клубника в шоколаде) / Sunny Chandler`s return 1987
- Нечаянная радость (Ну и штучка!) / Tidings of great joy 1987
- Долгожданное возвращение (Нет проблем?) / Long time coming 1988
- Жар небес / Slow Heat in Heaven 1988
- На пределе (Знойная страсть, Тропическая страсть) / Temperature rising 1989
- Прозрение (Озарение) / Whole New Light 1989
- Радость победы / The Thrill of Victory 1989
- Скандальная история (Расплата) / Breath of Scandal 1991
- Нет дыма без огня / Where there’s smoke 1993
- Зависть / Envy 2001
- Буря в Эдеме / Tempest in Eden 1983

### Завтрак в постель
- Завтрак в постели (Жених моей подруги) / Breakfast in Bed 1983
- Не присылай цветов (Вкус измены) / Send no Flowers 1984

### Коулмены
- В объятиях заката (На закате) / Sunset Embrace 1985
- Другая заря (Новый рассвет) / Another Dawn 1985

### Сестры Мэйсон
- Герой моих грёз (Фантазия, Женские фантазии) / Fanta C 1987
- Мужские капризы (Падение Адама) / Adam`s fall 1988

### Скандалисты
- Сбиться с пути / Led Astray 1985
- Дьявол / The Devil`s Own 1987

### Техас! Тайлеры
- Ночь с незнакомкой (Любовь Лаки, Техас! Лаки) / Texas! Lucky 1990
- Любовь взаймы (Любовь Чейза, Техас! Чейз) / Texas! Chase 1991
- Синеглазая плутовка (Любовь Сейдж, Техас! Сейдж) / Texas! Sage 1991